# Pierre Campmas
Pour les articles homonymes, voir Campmas.
Pierre Campmas (parfois orthographié Cammas), nommé maître Pierre, est un jeune fontainier originaire de Revel et collaborateur de Pierre-Paul Riquet. 
Il aida ce dernier dans la réalisation du canal du Midi (entre 1666 et 1681) en concevant l'alimentation en eau du canal. Sa connaissance importante des eaux de la Montagne Noire lui ont permis de réaliser un système complexe avec des barrages et des rigoles.